# 지미 두르마즈
자쿠프 지미 두르마즈(튀르키예어: Jakup Jimmy Durmaz, 1989년 3월 22일, 외레브로 ~)는 이전에 지미 투마(Jimmy Touma)로 알려진 스웨덴의 튀르키예-시리아계 축구 선수이다. 포지션은 윙어이며, 현재 알스벤스칸의 AIK에서 활동하고 있다. 그의 친척 샤벨 투마와 다비드 두르마즈 또한 축구 선수이다.

## 유년 시절
두르마즈는 스웨덴의 외레브로 출신인 아시리아계 사람이다. 그의 가족은 터키 미댜트에서 왔으며, 그도 또한 터키 국적을 지니고 있다. 그는 청소년기 초반에 포바르에서 축구를 했다.

## 클럽 경력

### 말뫼
투마는 2008년 7월에 포바르에서 말뫼로 이적하였다. 2008년 7월 14일, 그는 함마르비와의 경기에서 알스벤스칸 데뷔전을 치렀다. 2009 시즌을 앞두고, 그의 성을 두르마즈로 개명하였다. 그는 2010년에 27경기를 출전해 이 중 15경기를 선발로 나가 팀의 리그 우승을 도움으로써 대도약을 했다. 두르마즈는 2011년 8월 14일, 밀란과의 친선경기에서 선제골을 넣었다. 두르마즈는 2011 시즌에도 팀의 주전으로 활약하여 리그에서 27경기 출전 4골을 기록하였다.

### 겐츨레르비를리이
2012년 6월 27일, 두르마즈는 스웨덴 언론에 의해 터키 클럽 겐츨레르비를리이와 3년 계약을 맺은 것으로 확인되었다. 두르마즈는 2012년 7월 1일이나 2013년 1월 1일에 두 구단 사이에 협상이 결렬될 경우 말뫼와의 계약이 끝나면 겐츨레르비를리이로 이적할 계획이었다. 2012년 7월 17일, 두르마즈의 터키 클럽행이 확인되었다.

### 올림피아코스
2014년 8월 22일, 올림피아코스가 지미 두르마즈의 이적을 발표하였다.

## 국가대표팀 경력
2011년 2월 8일, 두르마즈는 키프로스와의 친선경기에서 스웨덴을 대표로 데뷔하였다. 두르마즈는 2012년 1월, 스웨덴 국가대표팀의 연간 훈련 캠프에 참석하였다. 훈련 캠프 참가 명단은 대체로 국내나 다른 스칸디나비아 리그에서 활약하는 최고의 스웨덴 선수로 구성되어 있었다.

### 국가대표팀 득점 기록
| #  | 날짜             | 경기장                      | 상대         | 점수 | 결과 | 대회                      |
| -- | ---------------- | --------------------------- | ------------ | ---- | ---- | ------------------------- |
| 1. | 2012년 1월 23일  | 자심 빈 하마드 경기장, 도하 | 카타르 U-23  | 1–0  | 5–0  | 친선경기                  |
| 2. | 2014년 10월 12일 | 프렌즈 아레나, 스톡홀름     | 리히텐슈타인 | 2–0  | 2–0  | UEFA 유로 2016 예선전     |
| 3. | 2017년 6월 9일   | 프렌즈 아레나, 스톡홀름     | 프랑스       | 1–1  | 2–1  | 2018년 FIFA 월드컵 예선전 |

## 경력 통계

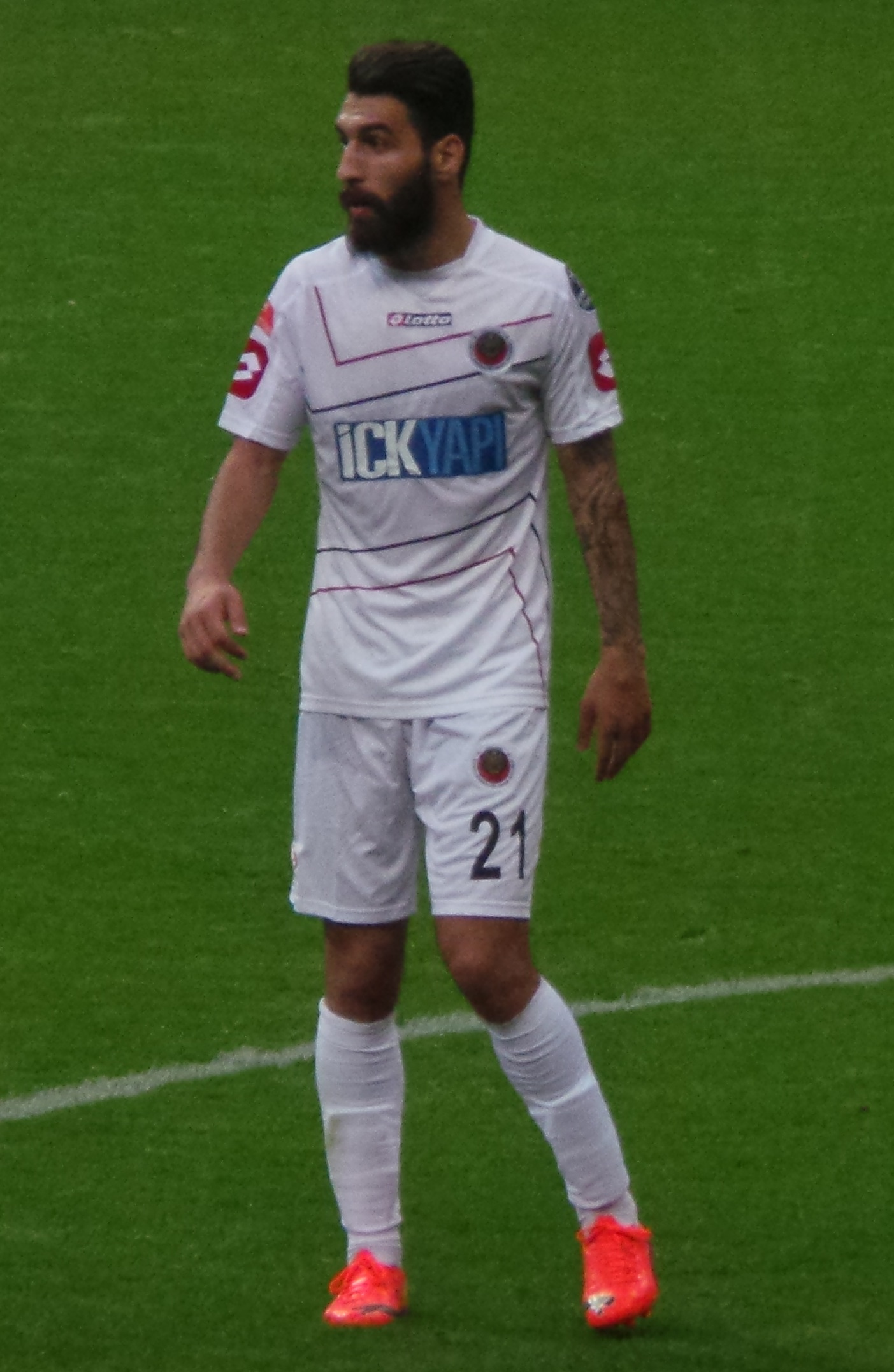
겐츨레르비를리이의 두르마즈

2012년 12월 17일
| 클럽 경력 | 클럽 경력        | 클럽 경력  | 리그 | 리그 | 컵              | 컵              | 대륙 | 대륙 | 합계 | 합계 |
| 시즌      | 클럽             | 리그       | 출장 | 골   | 출장            | 골              | 출장 | 골   | 출장 | 골   |
| 스웨덴    | 스웨덴           | 스웨덴     | 리그 | 리그 | 스벤스카 쿠펜   | 스벤스카 쿠펜   | 유럽 | 유럽 | 합계 | 합계 |
| --------- | ---------------- | ---------- | ---- | ---- | --------------- | --------------- | ---- | ---- | ---- | ---- |
| 2005      | 포바르           | 2부 리그   | 0    | 0    | 0               | 0               | —    | —    | 0    | 0    |
| 2006      | 포바르           | 1부 리그   | 0    | 0    | 0               | 0               | —    | —    | 0    | 0    |
| 2007      | 포바르           | 1부 리그   | 22   | 2    | 0               | 0               | —    | —    | 22   | 2    |
| 2008      | 포바르           | 1부 리그   | 13   | 2    | 0               | 0               | —    | —    | 13   | 2    |
| 2008      | 말뫼             | 알스벤스칸 | 9    | 2    | 0               | 0               | —    | —    | 9    | 2    |
| 2009      | 말뫼             | 알스벤스칸 | 13   | 0    | 1               | 0               | —    | —    | 14   | 0    |
| 2010      | 말뫼             | 알스벤스칸 | 27   | 2    | 2               | 0               | —    | —    | 29   | 2    |
| 2011      | 말뫼             | 알스벤스칸 | 27   | 4    | 3               | 0               | 12   | 0    | 42   | 4    |
| 2012      | 말뫼             | 알스벤스칸 | 15   | 6    | 0               | 0               | —    | —    | 15   | 6    |
| 터키      | 터키             | 터키       | 리그 | 리그 | 튀르키예 쿠파스 | 튀르키예 쿠파스 | 유럽 | 유럽 | 합계 | 합계 |
| 2012–13   | 겐츨레르비를리이 | 쉬페르리그 | 29   | 5    | 3               | 0               | —    | —    | 32   | 5    |
| 2013–14   | 겐츨레르비를리이 | 쉬페르리그 | 32   | 6    | 1               | 0               | —    | —    | 33   | 6    |
| 그리스    | 그리스           | 그리스     | 리그 | 리그 | 그리스 컵       | 그리스 컵       | 유럽 | 유럽 | 합계 | 합계 |
| 2014-15   | 올림피아코스     | 수페르리가 | 11   | 1    | 3               | 3               | 1    | 0    | 15   | 4    |
| 합계      | 스웨덴           | 스웨덴     | 126  | 18   | 6               | 0               | 12   | 0    | 144  | 18   |
| 합계      | 터키             | 터키       | 61   | 11   | 4               | 0               | 0    | 0    | 65   | 11   |
| 합계      | 그리스           | 그리스     | 11   | 1    | 3               | 3               | 1    | 0    | 15   | 4    |
| 경력 합계 | 경력 합계        | 경력 합계  | 197  | 29   | 13              | 3               | 12   | 0    | 223  | 32   |

## 수상

### 클럽
말뫼
- 알스벤스칸: 2010